# Serradipiro

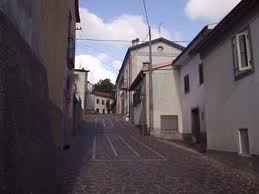
La via principale di Serradipiro

Serradipiro (Serraepiru in calabrese) è una frazione del comune di Bianchi in provincia di Cosenza.

## Origini del nome
Si può ipotizzare che il nome derivi dal brigante Piro che aveva il suo covo proprio in quelle zone; secondo un'altra versione il toponimo deriverebbe da "serra del pero", cioè "montagna del pero", in relazione al fatto che dal tronco di un albero di pero sarebbe stata ricavata la statua di Sant'Antonio, che si trova ancora oggi nella Chiesa di Serradipiro.

## Monumenti e luoghi d'interesse
- Palazzo baronale Serravalle del '600, di proprietà degli eredi Talamo.
- Monte Chirica (in origine Chiricuo), di 1200 metri s.l.m.; appartiene solo in parte alla frazione e da esso si può ricavare perlopiù legno di castagno.